# Seitenkipplader

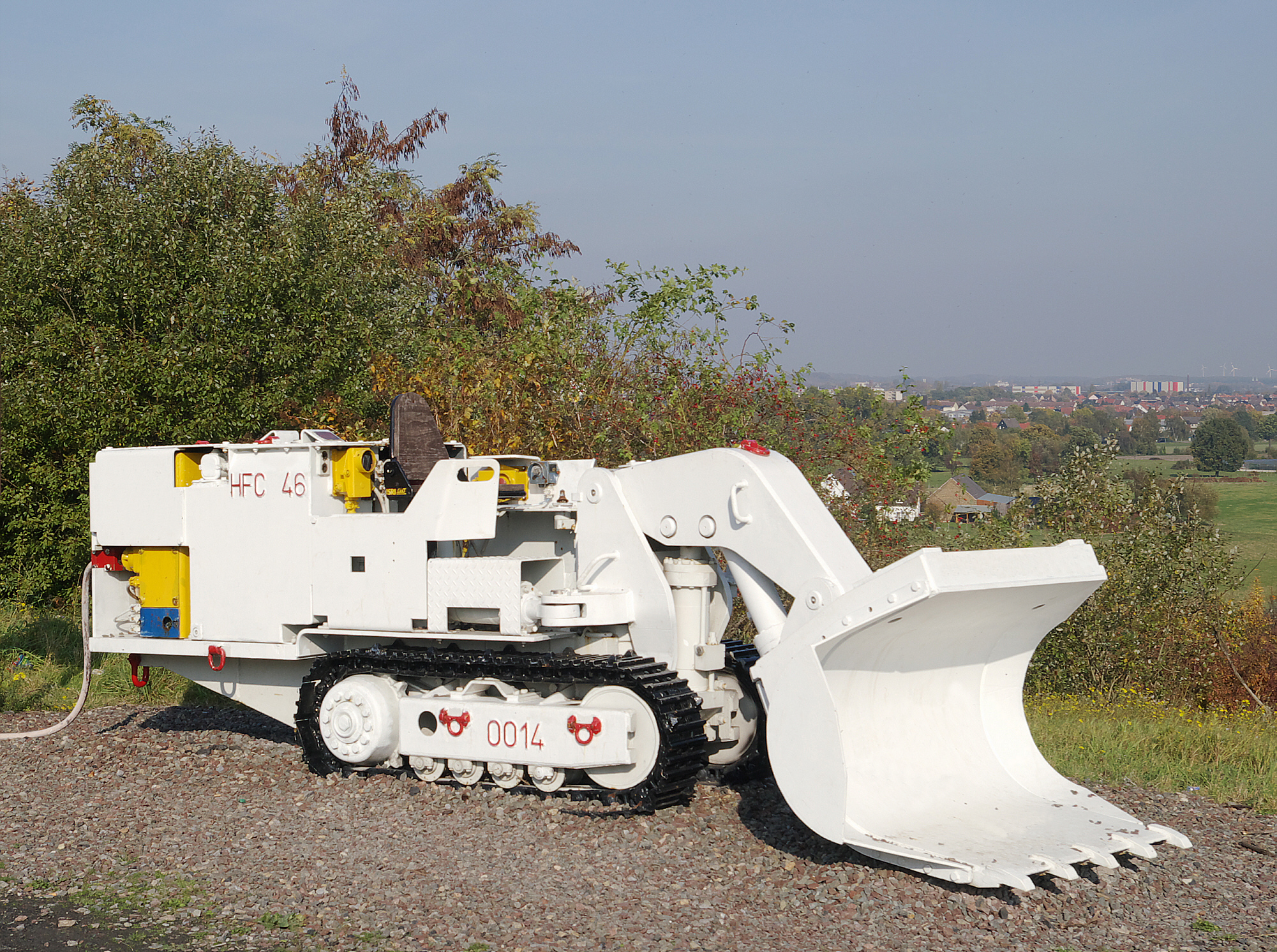
Seitenkipplader EL 600

Ein Seitenkipplader ist eine Lademaschine, die zum Heben und Bewegen von Haufwerk verwendet wird. Im Bergbau werden Seitenkipplader überwiegend Unter Tage in der Streckenauffahrung eingesetzt. Aber auch in Abbaubetrieben und im Tunnelbau werden Seitenkipplader eingesetzt.

## Aufbau
Die Basis des Laders bildet der Unterwagen. An den Unterwagen ist das Fahrwerk montiert.
Dieses besteht in der Regel aus zwei Raupenfahrwerken. Es gibt auch Ausführungen, die mit einer Gummibereifung versehen sind. An der Vorderfront ist ein Schaufelauslegerarm angebracht. An dem Schaufelarm ist vorne die Laderschaufel montiert. Diese Laderschaufel ist an einer Seite geöffnet. Die Austragsseite kann wahlweise auf rechts oder links eingestellt werden. Um das Fahrwerk und die Schaufel bewegen zu können, ist der Lader mit einer Hydraulikanlage ausgerüstet. Diese Anlage besteht aus der Hydraulikpumpe und mehreren Hub und Kippzylindern. Für den Antrieb der Hydraulikpumpe ist ein Antriebsmotor vorhanden. Für die Hydraulikflüssigkeit ist ein Hydrauliktank am Lader montiert. Zusätzlich sind noch separate Steuereinrichtungen vorhanden, die zur Betätigung der Laderschaufel und der Fahrwerke dienen. Jedes der Fahrwerke ist einzeln ansteuerbar. Bedingt dadurch ist es möglich, den Lader auf der Stelle zu wenden. Außerdem ist ein Fahrersitz für den Laderfahrer am Lader montiert. Durch den Anbau einer Sohlensenkladerschaufel können die Lader auch für die Senkarbeit verwendet werden. Es ist auch möglich, eine spezielle Schaufel anzubauen, um dadurch auch auf höhere Fördermittel zu laden. Derartig modifizierte Lader werden als Hochkipplader bezeichnet. Außerdem ist es bei einigen modifizierten Ladern möglich, Zusatzwerkzeuge wie einen Reißhammer anzubauen.

## Energieversorgung und Funktion
Die Energieversorgung des Laders erfolgt, je nach Ausführung, entweder mit Druckluft oder elektrohydraulisch. Es gibt aber auch mit Dieselmotor betriebene Lader. Bei druckluftbetriebenen Ladern erfolgt der Antrieb der Fahrwerke über einen Luftmotor, die Schaufel wird hydraulisch bewegt. Der Laderarm ist entweder starr oder teleskopierbar und wird hydraulisch bewegt. Der teleskopierbare Auslegerarm kann in alle Richtungen bewegt werden. Je nach Ladertyp kann der Laderarm um 15, bei einigen Typen um 20 Grad, nach rechts und links bewegt werden. Die Raupenfahrwerke werden einzeln und unabhängig voneinander angetrieben.

## Abmessungen und Eigenschaften
Seitenkipplader sind bis zu zwei Meter breit und haben bei ausgefahrenem Laderarm eine Länge von bis zu vier Metern. Die Höhe des Laders beträgt bis zu 1460 Millimeter. Diese Abmessungen sind speziell für den Einsatz im Untertagebereich gewählt. Durch die geringe Bauhöhe ist es möglich, mit dem Lader auch unter Bohr- und Arbeitsbühnen herzufahren. Die Antriebsleistung des Laders liegt bei kleineren Ladern bei zwölf Kilowatt, große Lader haben eine Leistung von bis zu 75 Kilowatt. Das Fassungsvermögen der Laderschaufel liegt zwischen 0,45 und 1,2 Kubikmetern. Der Lader ist sehr manövrierfähig und erreicht eine Fahrgeschwindigkeit von bis zu 1,4 Metern pro Sekunde. Der Seitenkipplader hat ein gutes Steigvermögen. Je nach Laderleistung können Steigungen von bis 25 Gon bewältigt werden. Bedingt dadurch können sie auch in ansteigenden Strecken eingesetzt werden. Allerdings muss insbesondere bei geneigter und bei steiler Lagerung die Sohle relativ eben sein, damit die Laderschaufel beim Aufnehmen des Haufwerks nicht klettert.

## Arbeitsweise
Zur Aufnahme des Haufwerks wird der Lader mit der gesenkten Schaufel in das Haufwerk hineingefahren. Um eine gute Ladeleistung erzielen zu können, muss das Haufwerk laderecht zerkleinert sein. Nachdem die Schaufel gefüllt ist, wird die Schaufel angehoben und der Lader anschließend bis zum Fördermittel zurückgefahren. Um die Schaufel zu entleeren wird sie über dem Fördermittel seitlich gekippt. Um den Kippvorgang zu ermöglichen, muss das Fördermittel hierfür entsprechend niedrig sein. Damit das Haufwerk auch auf Förderwagen gekippt werden kann, muss der Lader als Hochkipplader umgebaut sein.